# Permocupes distinctus
Permocupes distinctus is een keversoort uit de familie Permocupedidae. De wetenschappelijke naam van de soort is voor het eerst geldig gepubliceerd in 1933 door Martynov.